# Kingsley Tufts költészeti díj
A Kingsley Tufts költészeti díj  (Kingsley Tufts Poetry Award) egy irodalmi díj az Amerikai Egyesült Államokban, amely egyben a világ egyik legnagyobb haszonnal járó költészeti díja is.  Minden évben az a fiatal költő kapja meg a díjat, aki még nem tett szert nagy hírnévre, de már egy meghatározó számú költészeti anyag birtokában van. Az irodalmi elismerés mellett a győztes 100 000$ pénzdíjban is részesül. A díjat Kate Tufts hozta létre elhunyt férje, Kingsley Tufts emlékére .  Létrehozta emellett a kisebb Kate Tufts-díjat is, amelyet első kötetes költőknek kaphatnak.

## Díjazottak
| 2013: | Marianne Boruch  | The Book of Hours                         |
| 2012: | Timothy Donnelly | The Cloud Corporation                     |
| 2011: | Chase Twichell   | Horses Where the Answers Should Have Been |
| 2010: | D. A. Powell     | Chronic                                   |
| 2009: | Matthea Harvey   | Modern Life                               |
| 2008: | Tom Sleigh       | Space Walk                                |
| 2007: | Rodney Jones     | Salvation Blues                           |
| 2006: | Lucia Perillo    | Luck Is Luck                              |
| 2005: | Michael Ryan     | New and Selected Poems                    |
| 2004: | Henri Cole       | Middle Earth                              |
| 2003: | Linda Gregerson  | Waterborne                                |
| 2002: | Carl Phillips    | The Tether                                |
| 2001: | Alan Shapiro     | The Dead Alive and Busy                   |
| 2000: | Robert Wrigley   | Reign of Snakes                           |
| 1999: | B.H. Fairchild   | The Art of the Lathe                      |
| 1998: | John Koethe      | Falling Water                             |
| 1997: | Campbell McGrath | Spring Comes to Chicago                   |
| 1996: | Deborah Digges   | Rough Music                               |
| 1995: | Thomas Lux       | Split Horizon                             |
| 1994: | Yusef Komunyakaa | Neon Vernacular                           |
| 1993: | Susan Mitchell   | Rapture                                   |